# Bremen-klassen
Bremen-klassen (eller Type 122) er en efterhånden aldrende fregat-klasse i den tyske flåde. Klassen er i færd med at blive afløst af Baden-Württemberg-klassen. Hovedopgaven var for klassen i en eventuel konflikt at eskortere konvojer over Atlanterhavet og beskytte disse mod fjendtlige ubåde. Til trods for at have antiubådskrigsførelse (ASW) som kerneområde er klassen aldrig blevet udrustet med en VDS eller TASS. Klassen var, da den blev introduceret, nyskabende i den tyske flåde da de var de første skibe der var i stand til at medbringe egne helikoptere.
Skibene i Bremen-klassen udgør den 4. tyske fregateskadre (4. Fregattengeschwader) og er baseret i Marinestützpunkt Heppenser Groden nær Wilhelmshaven. Alle skibene i klassen er navngivet efter tyske by- og delstater samt byer. 
| Pnt. | Navn            | Kølen lagt         | Søsat              | Indgået          | Navngivet af | Skæbne                    | Kaldesignal |
| ---- | --------------- | ------------------ | ------------------ | ---------------- | ------------ | ------------------------- | ----------- |
| F207 | Bremen          | 9. Juli 1979       | 27. september 1979 | 7. maj 1982      | -            | Udgået 28. marts 2014     | DRAQ        |
| F208 | Niedersachsen   | 9. november 1979   | 9. juni 1980       | 15. oktober 1982 | -            | Udgået 26. Juni 2015      | DRAR        |
| F209 | Rheinland-Pfalz | 25. september 1979 | 3. september 1980  | 9. maj 1983      | -            | Udgået den 22. marts 2013 | DRAS        |
| F210 | Emden           | 23. juni 1979      | 17. december 1980  | 7. oktober 1983  | -            | Udgået 29. november 2013  | DRAT        |
| F211 | Köln            | 16. juni 1980      | 29. maj 1981       | 19. oktober 1984 | -            | Udgået den 31. juli 2012  | DRAU        |
| F212 | Karlsruhe       | 10. marts 1981     | 8. januar 1982     | 19. april 1984   | -            | Udgået 16. juni 2017      | DRAV        |
| F213 | Augsburg        | 4. april 1987      | 17. september 1987 | 3. oktober 1989  | -            | I tjeneste                | DRAN        |
| F214 | Lübeck          | 5. juni 1987       | 19. oktober 1987   | 19. marts 1990   | -            | I tjeneste                | DRAO        |

## Galleri
- F207 Bremen i Firth of Clyde
- F208 Niedersachsen i New York, 2004
- F211 Köln
- F209 Rheinland-Pfalz
- F214 Lübeck ved indsejlingen til Plymouth, England
- F207 Bremen Portsmouth, England, 2013.
- F207 Bremen Portsmouth, England, 2013.
- F207 Bremen Portsmouth, England, 2013.
- F207 Bremen Portsmouth, England, 2013.
- F210 Emden Portsmouth, England, 2013.
- F210 Emden Portsmouth, England, 2013.
- F210 Emden Portsmouth, England, 2013.
- F210 Emden Portsmouth, England, 2012.

## Eksterne links
- Deutsche Marine: Bremen-klassen (tysk)
- Naval-technology: Bremen-klassen (engelsk)